# Arichanna interplagata
Arichanna interplagata là một loài bướm đêm trong họ Geometridae.